# Trường Kinh doanh ISG
Học viện Quản lý cao cấp, có tên tiếng Pháp là Institut supérieur de gestion (ISG), là một trong những trường grande école.
Trường tọa lạc tại Paris và là thành viên của IONIS Education Group.

## Chương trình học
- "Grande école" hệ đại học
- MBA

### Một số cựu sinh viên HEC nổi tiếng
- François Baroin[3], cựu Bộ trưởng Pháp.
- Anne-Sophie Pic[4], Giám đốc phục chế haute ẩm thực.
- Stéphan Caron[5], vận động viên bơi lội Pháp.